# Björn Immonen
Björn Immonen, född 22 april 1920 i Helsingfors, död 25 april 2005 i Esbo, var en finlandssvensk diplomingenjör, företagsledare och politiker. Immonen är känd som långvarig politiker i Esbo stadsfullmäktige (1965–1980) och VD för Sarlin Ab (1957–1975).
Immonen utexaminerades 1946 som diplomingenjör från Tekniska högskolan i Helsingfors, där han även blev teknologie licensiat år 1963. Immonen var VD i 18 år (1957–1975) vid maskinverkstaden Oy E. Sarlin Ab som han utvecklade till ett modernt, industriellt betydande industriföretag. År 1975 grundade Immonen sin egen konsultfirma och blev styrelseproffs. 
Inom politik fungerade Immonen i Esbos stadsfullmäktige i 25 år (1965–1980) varav sex år som ordförande eller viceordförande. Tidsperioden beskrivs som Esbos vilda år av områdesbyggande då stadsstrukturen tog form och dess position som en del av Helsingfors storstadsområde blev etablerad. Immonen representerade Svenska Folkpartiet och uppskattades över partilinjer. Immonen tog en framträdande ställning i stadens omfattande utvecklingsfrågor och var bland annat orolig för konsekvenserna av regional konstruktion och rollen för stadens egen design i pressen av massiv konstruktion. 
Immonen var ordförande i Esbo kyrkliga samfällighets gemensamma kyrkofullmäktige åren 1977–84.
Immonen var premiärlöjtnant i reserven. Han deltog i vinterkriget samt fortsättningskriget och har skrivit om hans erfarenheter tillsammans med tre andra veteraner i boken 17. Divisionen (på finska Tammidivisioona) som utkom år 1999.
Immonens skrivelser, tal och anteckningar har getts ut av sonen Henrik Immonen i tre böcker: 
- Tanken - plock ur mina arkiv [5]
- Vilja - att leda ett företag [6]
- Ansvaret - som kommunalfullmäktige 1965-1980 [7]